# Lithosia violagrisescens
Lithosia violagrisescens är en fjärilsart som beskrevs av Daniel 1952. Lithosia violagrisescens ingår i släktet Lithosia och familjen björnspinnare. Inga underarter finns listade i Catalogue of Life.